# Jeon Do-yeon
Jeon Do-yeon (* 11. Februar 1973 in Seoul) ist eine südkoreanische Schauspielerin, die 2007 in Cannes für ihre Rolle in Lee Chang-dongs Secret Sunshine als beste Schauspielerin ausgezeichnet wurde.

## Karriere
Jeon wurde gleich für ihren ersten Film The Contact mit allen wichtigen südkoreanischen Preisen ausgezeichnet.
2005 spielte Jeon in dem Film You Are My Sunshine eine junge Frau, die von Seoul in eine Kleinstadt zieht und dort in einem Dabang arbeitet und Kaffee an Kunden liefert. Zu diesen Besuchen gehören sexuelle Dienste. Ein Farmer aus der Kleinstadt verliebt sich beim ersten Anblick in sie und lässt sich von ihr häufig beliefern, ist stets höflich und gibt ihr viele Geschenke. Später heiraten sie. Doch dann bekommt sie die Nachricht, dass sie an AIDS leidet.
Für ihre Rolle der Shin-ae im Film Secret Sunshine, einer verwitweten jungen Klavierlehrerin, die mit dem Tod ihres Sohnes konfrontiert wird, wurde sie 2007 bei den Internationalen Filmfestspielen von Cannes als Beste Schauspielerin ausgezeichnet.
2007 heiratete sie den Geschäftsmann Kang Si-gyu. 2009 brachte sie eine Tochter zur Welt.
Auf dem Udine Far East Film Festival 2019 wurde Jeon für ihr Lebenswerk ausgezeichnet. Der Film Birthday (2019) mit ihr in der Hauptrolle wurde als Eröffnungsfilm des Festivals ausgewählt.

## Filmografie
- 1997: The Contact (접속 Jeopsok)
- 1998: A Promise (약속 Yaksok)
- 1998: The Harmonium In My Memory (내 마음의 풍금 Nae Maeum-ui Punggeum)
- 1999: Happy End (해피엔드)
- 2000: I Wish I Had a Wife (나도 아내가 있었으면 좋겠다 Nado Anaega Issesseumyeon Joketda)
- 2001: No Blood No Tears (피도 눈물도 없이 Pido Nunmuldo Eopsi)
- 2003: Untold Scandal (스캔들: 조선남녀상열지사 Seukaendeul: Joseon Nam Nyeo Sangyeoljisa)
- 2004: My Mother, the Mermaid (인어공주 Ineo Gongju)
- 2005: You Are My Sunshine (너는 내 운명 Neoneun Nae Unmyeong)
- 2007: Secret Sunshine (밀양)
- 2008: My Dear Enemy (멋진 하루 Meotjin Haru)
- 2010: Das Hausmädchen (하녀 Hanyeo)
- 2011: Countdown (카운트다운)
- 2013: Way Back Home (집으로 가는 길 Jib-euro Ganeun Gil)
- 2015: The Shameless (무뢰한 Muroehan)
- 2015: Memories of the Sword (협녀: 칼의 기억 Hyeomnyeo: Kal-ui Gieok)
- 2016: A Man and a Woman (남과 여 Nam-gwa Yeo)
- 2019: Birthday (생일 Saengil)
- 2020: Beasts Clawing at Straws (지푸라기라도 잡고 싶은 짐승들)
- 2023: Kill Boksoon (길복순)